# گمینا فرشتاک
گمینا فرشتاک (به لهستانی:  Gmina Frysztak) یک گمینا در لهستان است که در شهرستان ستژژوف واقع شده‌است. گمینا فرشتاک ۹۰٫۵۱ کیلومتر مربع مساحت و ۱۰٬۶۳۵ نفر جمعیت دارد.